# سنگو (تنسی)
سنگو (به انگلیسی: Sango) یک منطقهٔ مسکونی در ایالات متحده آمریکا است که در شهرستان مونتگومری، تنسی واقع شده‌است.